# Гілберт Стренг
Вільям Гілберт Стренг (нар. 27 листопада 1934, Чикаго), звичайно відомий як Гілберт Стренг або Гіл Стренг, є американським математиком, із внеском у теорію скінченних елементів, варіаційне числення, вейвлет аналіз і лінійну алгебру. Також він зробив значний внесок в математичну освіту, включно з виданням сімох математичних підручників і однієї монографії. Стренг є MathWorks професором математики у МІТі. Його лекції вільно доступні на MIT OpenCourseWare. Професор Стренг відомий через притаманний йому своєрідний спосіб представлення матеріалу, який є одночасно розважальним і дуже інформативним.